# 올리버 오도너번
올리버 마이클 티머시 오도너번(Oliver Michael Timothy O'Donovan, 1945년 6월 28일~)은 영국의 성공회 사제이며 기독교 윤리 분야에서 권위있는 학술적인 연구로 잘 알려진 신학자이다.
그는 현대적이며 역사적인 관점에서 정치신학에 공헌을 하였다. 옥스퍼드 대학교에서 1982년부터 2006년까지 윤리와 목회신학 교수를 하였다. 2006년부터 2013년까지는 에든버러 대학교에서 기독교 윤리와 실천신학 교수로 있었다. 그의 아버지는 아일랜드의 유명한 작가인 프랭크 오도너번이다. 그의 박사학위는 옥스포드 대학교의 헨리 채드윅 교수와 프린스턴 대학교의 폴 램지 밑에서 쓴 어거스틴의 자기사랑의 문제(The Problem of self love in Augstine of Hippo)였다. 영국 학술원 멤버이며 또한 에딘버러 왕립학회 멤버이다. 칼빈 신학교와 프린스턴 신학교를 비롯한 여러 학교에서 초청강사를 많이하였고 에큐메니칼 운동에도 활동하고 있다.

## 사상
그의 유명한 작품(Resurrection and Moral Order, 1986)에서 기독교 윤리 학 관점에서 그리스도의 몸의 부활의 중심을 통하여 창조의 근원적 질서를 다루며 구속된 우주를 위한 궁극적인 목표를 완성하기 위하여 부활을 새롭게하신다고 주장한다. 또한 이책에서 그는 유사주의(historicism)라고 언급되는 '반 기초주의'(anti-foundationalism)의 도전에 대하여 기독교 도덕성의 객관성을 변호하며 신 아리스토텔레스주의 덕 윤리학에 기초한  앨러스터 매킨타이어(Alasdair MacIntyre)와도 견해를 달리하고 있다.

### 실천이성
그는 신학적으로 실천 이성의 독특성을 다음과 같이 설명한다. 그의 주장을 직접 옮긴다.

윤리에 대한 저의 첫 번째 이론서인 『부활과 도덕적 질서』 (The Resurrection and Moral Order)는 도덕 체계와 윤리적 삶을 신학적, 특히 복음적 컨텍스트에 놓으려는 시도였습니다. 이 컨텍스트는 그리스도에 의한 세계의 구원이라는 복음에 의해 형성된 것입니다. 복음적(evangelical)이라고 할 때 저는 복음주의 운동(Evangelical)을 말하는 것이 아닙니다. 제식으로 이야기하자면 윤리의 밑바탕에는 기독론이 있습니다. 도덕을 꿰뚫는 새로운 창조에 대한 이야기도 있습니다. 우리가 해야 할 일을 지시하고, 가르치고, 계시하는 하나님의 영에 대한 성령론도 있습니다. 이러한 주제들은 우리가 윤리를 이야기할 때 고려해야만 합니다. 저는 기독교적 실천 이성이라는 큰 주제 아래 이러한 주제들을 구성하려 했습니다. 저는 선포하고, 설명하고, 묘사하는 데 그치는 것이 아니라, ‘어떻게 실천적으로 생각할 수 있는가’의 문제까지 나아가려 했습니다. 이론적 이성이나 추론적 이성은 그 대상에서 멈춰버립니다. 실천 이성은 그 앞에서 멈추거나, 넘어서거나, 포착할 수 없는 대상이 없습니다. 그렇기에 실천 이성은 우리가 무엇을 하도록 부름 받았는가에 집중하게 됩니다. 대부분의 신학이 묘사적인 신학이 되는 것에 만족합니다만, 우리는 그것보다 더 나아가야 합니다.

## 대표작
- Resurrection and Moral Order (1986)
- The Desire of the Nations (1996).
- The Ways of Judgment (2005).

## 출판물
책
- Entering into Rest: Volume 3: Ethics as Theology (Eerdmans 2017) ISBN 978-0-8028-7359-0
- Finding and Seeking: Volume 2: Ethics as Theology (Eerdmans 2014) ISBN 0-8028-7187-9[3]
- Self, World, and Time: Volume 1: Ethics as Theology: An Induction (Eerdmans 2013) ISBN 0-8028-6921-1[4]
- The Word in Small Boats: Sermons from Oxford (Eerdmans 2010) ISBN 0-8028-6453-8
- A Conversation Waiting to Begin: The Churches and the Gay Controversy (SCM 2009) ISBN 0-334-04210-0
- Church in crisis: The gay controversy and the Anglican Communion. (Eugene, Or: Cascade Books. 2008) ISBN 1556358970
- The Ways of Judgment (Eerdmans 2005) ISBN 0-8028-2920-1
- The Just War Revisited (CUP 2003) ISBN 0-5215-3899-8
- Common Objects of Love (Eerdmans 2002) ISBN 0-8028-6349-3
- The Desire of the Nations (CUP 1996) ISBN 0-521-66516-7
- New Dictionary of Christian Ethics & Pastoral Theology  (co-edited) (IVP Academic, 1995) ISBN 0-8308-1408-6
- Peace and Certainty (Eerdmans 1989) ISBN 0-8028-0414-4
- Resurrection and Moral Order (IVP 1986, 2nd ed IVP/Eerdmans 1994) ISBN 0-8028-0692-9
- On the Thirty-Nine Articles (Paternoster 1986 and SCM 2011) ISBN 0-3340-4398-0
- Begotten or Made? (OUP 1984) ISBN 0-1982-6678-2
- Principles in the public realm: The dilemma of Christian moral witness. (Oxford 1984) [Oxfordshire: Clarendon Press.] ISBN 0-19-951539-5
- The Problem of Self-Love in Saint Augustine (Yale 1979) ISBN 0-300-02468-1

소책자
- Transsexualism and the Christian Marriage. (Bramcote: Grove Books. 1982) ISBN 0907536336
- Marriage and permanence. (Bramcote: Grove Books. 1978) ISBN 0905422473
- In pursuit of a Christian view of war. (Bramcote: Grove Books. 1977) ISBN 090542204X
- Measure for measure: Justice in punishment and the sentence of death. (Bramcote: Grove Books. 1977) ISBN 0905422228
- The Christian and the unborn child. (Bramcote, Notts: Grove Books. 1975) ISBN 1851740228

원전책 
- From Irenaeus to Grotius: A Sourcebook in Christian Political Thought edited with Joan Lockwood O'Donovan (Eerdmans 1999) ISBN 0-8028-4209-7

에세이와 논문들 
- "Prayer and Morality in the Sermon on the Mount" Studies in Christian Ethics 22.1 (2009): 21–33.
- "Judgment, Tradition and Reason: A Response" Political Theology 9.3 (2008): 395–414. This is from a Special Issue of Political Theology on The Ways of Judgment.
- Bonds of Imperfection: Christian politics past and present, edited collection with Joan Lockwood O'Donovan (Eerdmans 2004) ISBN 0-8028-4975-X
- A Royal Priesthood? A dialogue with Oliver O'Donovan ed. Craig Batholomew et al. (Paternoster 2002). O'Donovan provides a short response to every paper in this edited collection.
- "Government as Judgment", First Things: A Monthly Journal of Religion and Public Life, April 1999, p.36(1)[5]
- "How Can Theology Be Moral?" Journal of Religious Ethics 17, no. 2 (Fall 1989), 81–94.
- "The Natural Ethic" in Essays in Evangelical Social Ethics ed. David F. Wright (Paternoster, 1978) ISBN 0-85364-290-7